# Canthocamptidae
Canthocamptidae é uma família de crustáceos da ordem Harpacticoida.